# استارونادژدینو
استارونادژدینو (انگلیسی: Staronadezhdino) یک شهرک در شهرستان بلاگووشچنسکی باشقیرستان کشور روسیه است.